# Krzysztof A. Wieczorek
Krzysztof Adam Wieczorek (ur. 1968) – polski filozof, logik, doktor habilitowany nauk humanistycznych, adiunkt Instytutu Filozofii Wydziału Humanistycznego Uniwersytetu Śląskiego w Katowicach i Samodzielnego Zakładu Logiki Stosowanej i Retoryki Wyższej Szkoły Bankowej w Poznaniu Wydziału Zamiejscowego w Chorzowie.

## Życiorys
W 1993 uzyskał tytuł magistra filozofii na podstawie pracy pod tytułem „Akty mowy i wypowiedzi performatywne”, napisanej pod kierunkiem prof. dr. hab. Marka Tokarza. Podobnej tematyki dotyczyła jego rozprawa doktorska (obroniona w roku 1999) pod tytułem „Skuteczność komunikacji w perspektywie teorii aktów mowy”.
Zajmuje się także teorią argumentacji (jego rozprawa habilitacyjna dotyczyła argumentu z równi pochyłej).
W 2003 wydawnictwo naukowe PWN opublikowało pierwsze wydanie jego książki (napisanej razem z Krzysztofem Szymankiem oraz Andrzejem S. Wójcikiem) pod tytułem „Sztuka argumentacji. Ćwiczenia w badaniu argumentów”. Jest to pierwszy w piśmiennictwie polskim podręcznik poświęcony analizie argumentów i krytycznemu myśleniu.
Jest adiunktem w zakładzie Logiki i Metodologii w Instytucie Filozofii na Wydziale Nauk Społecznych Uniwersytetu Śląskiego w Katowicach.

## Publikacje
- Argumenty równi pochyłej. Analiza z perspektywy logiki nieformalnej, Katowice: Wydawnictwo Uniwersytetu Śląskiego, 2013.
- Sztuka argumentacji. Ćwiczenia w badaniu argumentów, Warszawa: Wydawnictwo Naukowe PWN, 2003 (wspólnie z Krzysztofem Szymankiem i Andrzejem S. Wójcikiem).
- Wprowadzenie do logiki, Warszawa: Wydawnictwo Skrypt, 2005.